# Токсикологія
Токсиколо́гія (від грец. τοξικος — отрута і грец. λογος — наука, тобто грец. τοξικολογία — наука про отруту) — наука, що вивчає отруйні (токсичні) речовини, потенційну небезпеку їхнього впливу на організми й екосистеми, механізми токсичної дії, а також методи діагностики, профілактики й лікування захворювань, що розвиваються внаслідок такого впливу.
Станом на 2021 рік Україна не є учасником англ. EAPCCT.

## Види
Токсикологія є:
- Загальна
- Спеціальна.

Перша визначає загальні закономірності токсичної дії окремих отрут і вишукує засоби лікування отруєнь, які ними викликаються.
Спеціальна токсикологія розділилась на кілька відносно самостійних галузей, серед них:
1. Клінічна (медична)
2. Судова (судово-медична)
3. Промислова
4. Харчова
5. Військова
6. Екологічна
7. Комунальна
8. Сільськогосподарська
9. Авіаційно-космічна[2]

### Токсикологія клінічна

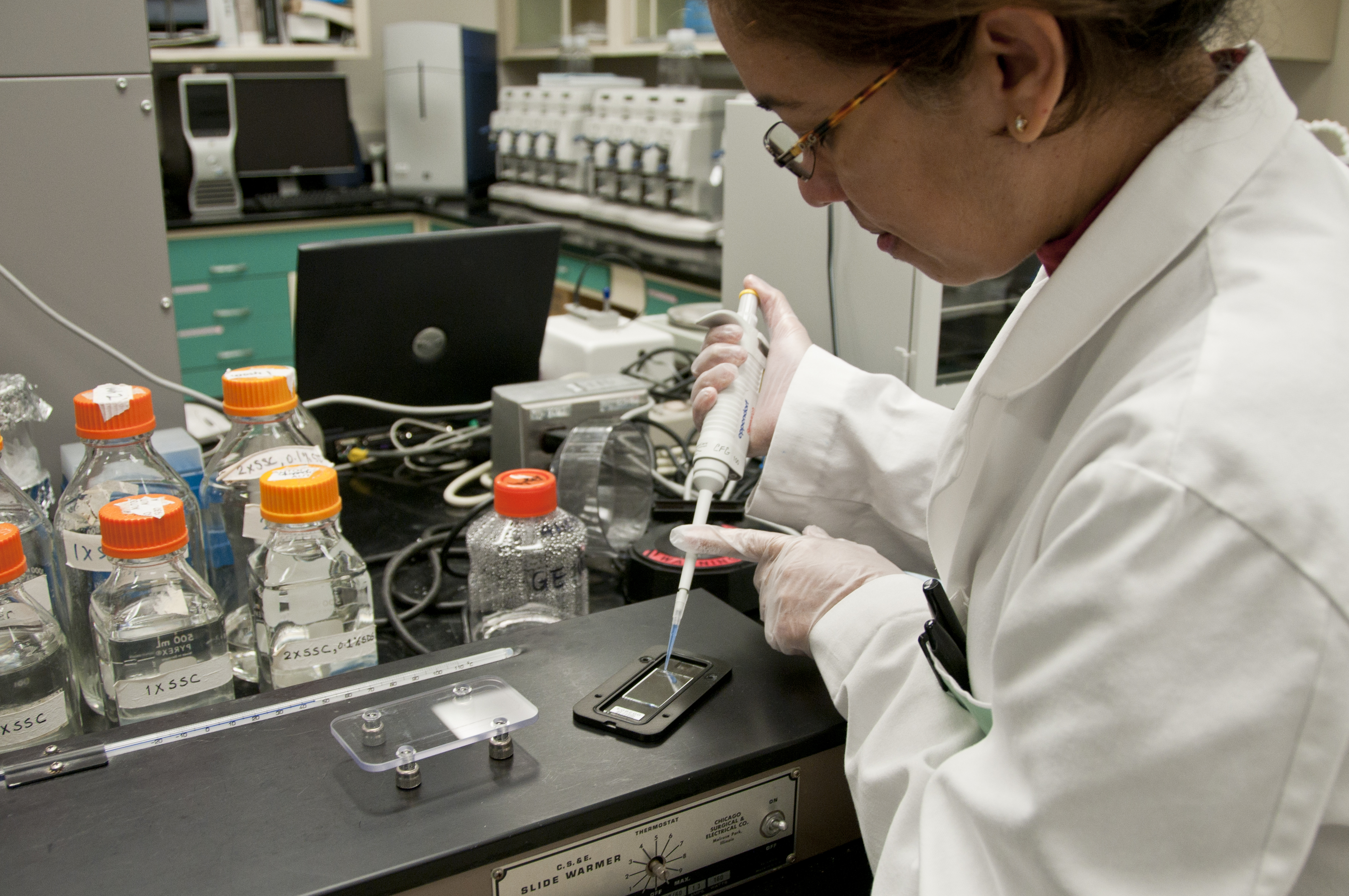
Токсикологія

Розділ токсикології, що досліджує захворювання людини, які виникають внаслідок токсичного впливу хімічних сполук з метою наукового обґрунтування методів діагностики профілактики й терапії отруєнь.

### Судова токсикологія
Судова або судово-медична т., історично, одна із найбільш ранніх галузей токсикології, що вивчає отрути і отруєння в аспекті питань, які цікавлять в основному судово-слідчі органи.

### Промислова токсикологія
Галузь гігієни праці, що вивчає властивості отруйних речовин, дію промислових отрут у виробничих умовах і патологічні зміни, які виникають в організмі, з метою розробки ефективних засобів лікування й профілактики отруєнь.

### Військова токсикологія
Складова частина військової медицини та загальної токсикології. Предметом військової токсикології є вивчення токсичної дії на організм людини БОР (бойових отруйних речовин), вибухових газів, а також компонентів ракетних палив, технічних рідин, які використовуються у військах. Крім того, військова токсикологія вивчає i сильнодійні отруйні речовини (СДОР), котрі при руйнуванні хімічних об'єктів можуть стати причиною формування великих вогнищ хімічного ураження, а також деякі отрути рослинного та тваринного походження, отруєння якими можуть виникнути в умовах діяльності військ чи розглядатися, як потенційні ОР.

### Токсикологія екологічна
Наука, що вивчає ефекти впливу токсичних речовин та продуктів їх трансформації на екосистеми та їх кругообіг у біосфері, вплив на живі організми тварин і людини, особливо у харчових ланцюгах. Синонім — екотоксикологія.
Починаючи з другої половини XX сторіччя Україна займає одне з провідних місць у світі у питаннях вивчення токсикології пестицидів. 1964 року в Києві старанням академіка Л. І. Медведя було створено перший у світі науково-дослідний інститут гігієни і токсикології пестицидів, полімерів та пластичних мас (сьогодні — Інститут екогігієни ітоксикології ім. Л. І. Медведя МОЗ України). Вченим цього закладу вперше у світі вдалося здійснити ряд науково-практичних заходів щодо наукового обґрунтування заборони ДДТ, альдріну, дельдріну, ГХЦГ (ізомери гексахлорциклогексану) та інших стійких пестицидів. Українськими вченими також вперше в світі було розроблено концепцію допустимої добової дози (ДДД) пестицидів та інших хімічних речовин. ДДД є базовою величиною для розробки нормативів вмісту пестицидів у харчових продуктах, об'єктах довкілля, а також для обґрунтування гігієнічних регламентів та ін. 1963 року концепцію ДДД було схвалено на першому об'єднаному засіданні Комітету експертів ФАО і комітету ВООЗ щодо залишкових кількостей пестицидів. Уже в незалежній Україні, задовго до підписання Стокгольмської конвенції про стійкі органічні забруднювачі, було заборонено використання переважної більшості (9 з 12) стійких органічних забруднювачів, які потім увійшли до списку Конвенції.

### Теоретична токсикологія
Розділ токсикології, що розв'язує проблеми виявлення основних законів взаємодії організму й отрути, їхньої токсикокінетики й токсикодинаміки

### Токсикологія профілактична
Розділ токсикології, що вивчає способи попередження потенційної небезпеки впливу токсичних речовин на живі організми й екосистеми.